# الانتخابات المحلية الجزائرية 2021
الانتخابات المحلية الجزائرية 2021. هي انتخابات المجالس الشعبية البلدية والمجالس الشعبية الولائية جرت في يوم 27 نوفمبر 2021، لاختيار أعضاء المجالس البلدية وعددها 1541، والمجالس الولائية وعددها 58.

## احصائيات عملية تأطير الانتخابات

### تأطير مكاتب ومراكز الانتخابات
خصص 61676 مكتب اقتراع ضمن 13326 مركز.
| البيان                 | العدد |                     | البيان | العدد |
| ---------------------- | ----- | ------------------- | ------ | ----- |
| مراكز التصويت          | 13326 | المؤطرين في المراكز | 66556  |       |
| مكاتب التصويت          | 61676 | المؤطرين في المكاتب | 737571 |       |
| مكاتب التصويت المتنقلة | 129   | العدد الإجمالي      | 804127 |       |

### الملاحظون
| عدد الملاحظون         | مكان العمل       |
| --------------------- | ---------------- |
| 40000 ملاحظ           | 12026 مركز تصويت |
| 158568 ملاحظ          | 55526 مكتب تصويت |
| 2110 ملاحظ            | 823 لجنة بلدية   |
| 77 ملاحظ              | 33 لجنة ولائية   |
| المجموع: 200755 ملاحظ |                  |

## نسبة المشاركة
في انتخابات 23 تشرين الثاني/نوفمبر 2017، بلغت نسبة المشاركة 44,96 بالمئة بالنسبة للمجالس الولائية و46,83 بالمئة بالنسبة للمجالس البلدية، وفاز بها حزبا السلطة، جبهة التحرير الوطني والتجمع الوطني الديمقراطي.
يبلغ عدد الناخبين المسجلين، حسب سلطة الانتخابات، 23 مليونا و717 ألفا و479، موزعين على 58 ولاية و1541 بلدية.
تشارك في الانتخابات 1158 قائمة في المجالس الولائية عبر 58 ولاية، منها 877 قائمة حزبية و281 لمستقلين.أما في سباق البلديات، وهي 1541 بلدية، فتقدمت 5848 قائمة، بينها 4860 قائمة تمثل 40 حزبا سياسيا و 988 قائمة لمستقلين.
نسبة المشاركة بالإنتخابات البلدية وصل فيها عدد الناخبين000 .7514422 بنسبة 36.58 بالمائة 000 6377684 المعبر عنها. فيما بلغت نسبة المشاركة في الإنتخابات الولائية بلغ عدد الناخبين 6902222 أي بنسبة 34.76 بالمائة . وجاءت الأصوات الملغاة 1340865 المعبر عنها 5561357.

## انطلاق الحملة الانتخابية الجزائرية
انطلقت الحملة الدعائية لانتخابات المحلية على مستوى مجالس الولايات والبلديات، يوم الخميس 04 نوفمبر 2021، وتستمر الحملة الانتخابية 21 يوما، وتنتهي قبل ثلاثة أيام من موعد الانتخابات.

## نتائج الانتخابات

### نتائج الانتخابات البلدية
نسبة المشاركة بالإنتخابات البلدية وصل فيها عدد الناخبين000 .7514422 بنسبة 36.58 بالمائة 000 6377684 المعبر عنها.
| القائمة                           | عدد المقاعد المحصل عليها | عدد البلديات التي تحصلت فيها على الأغلبية المطلقة | عدد البلديات التي تحصلت فيها على الأغلبية النسبية |
| --------------------------------- | ------------------------ | ------------------------------------------------- | ------------------------------------------------- |
| حزب جبهة التحرير الوطني           | 5978                     | 124                                               | 552                                               |
| التجمع الوطني الديمقراطي          | 4584                     | 58                                                | 331                                               |
| القوائم المستقلة                  | 4532                     | 91                                                | 344                                               |
| جبهة المستقبل                     | 3262                     | 34                                                | 228                                               |
| حركة البناء الوطني                | 1848                     | 17                                                | 125                                               |
| حركة مجتمع السلم                  | 1820                     | 10                                                | 101                                               |
| جبهة القوى الاشتراكية             | 898                      | 47                                                | 65                                                |
| صوت الشعب                         | 576                      | 3                                                 | 45                                                |
| حزب الفجر الجديد                  | 258                      | 2                                                 | 16                                                |
| حزب الحرية والعدالة               | 242                      | 2                                                 | 14                                                |
| جبهة الجزائر الجديدة              | 166                      | 2                                                 | 13                                                |
| جبهة الحكم الراشد                 | 138                      | 1                                                 | 11                                                |
| تجمع أمل الجزائر                  | 119                      | 0                                                 | 8                                                 |
| حزب الكرامة                       | 102                      | 0                                                 | 5                                                 |
| حزب العمال                        | 46                       | 0                                                 | 2                                                 |
| حركة الشباب الجزائري              | 45                       | 0                                                 | 5                                                 |
| جيل جديد                          | 45                       | 0                                                 | 3                                                 |
| جبهة العدالة والتنمية             | 32                       | 0                                                 | 2                                                 |
| حزب التجديد الجزائري              | 27                       | 0                                                 | 0                                                 |
| الجبهة الوطنية الجزائرية          | 21                       | 0                                                 | 0                                                 |
| حركة الانفتاح                     | 20                       | 0                                                 | 0                                                 |
| جبهة النظال الوطني                | 19                       | 0                                                 | 0                                                 |
| حركة الوفاق الوطني                | 18                       | 0                                                 | 1                                                 |
| حزب الوحدة الوطنية والتنمية       | 15                       | 0                                                 | 0                                                 |
| التحالفات                         | 12                       | 0                                                 | 0                                                 |
| حركة الوطنيين الأحرار             | 11                       | 0                                                 | 0                                                 |
| الوسيط السياسي                    | 10                       | 0                                                 | 0                                                 |
| التحالف الوطني الجمهوري           | 10                       | 0                                                 | 1                                                 |
| الحزب الجزائري الأخضر للتنمية     | 8                        | 0                                                 | 0                                                 |
| حركة الإصلاح الوطني               | 8                        | 0                                                 | 0                                                 |
| الجبهة الديمقراطية الحرة          | 1                        | 0                                                 | 0                                                 |
| الجبهة الوطنية للعدالة الاجتماعية | 5                        | 0                                                 | 0                                                 |
| عهد 54                            | 5                        | 0                                                 | 0                                                 |
| الاتحاد الوطني من أجل التنمية     | 4                        | 0                                                 | 0                                                 |
| حزب النور الجزائري                | 4                        | 0                                                 | 1                                                 |
| حزب التجديد والتنمية              | 3                        | 0                                                 | 0                                                 |
| طلائع الحريات                     | 2                        | 0                                                 | 0                                                 |
| حزب العدل والبيان                 | 1                        | 0                                                 | 0                                                 |
| الإتحاد للتجمع الوطني             | 1                        | 0                                                 | 0                                                 |
| الحزب الجمهوري التقدمي            | 1                        | 0                                                 | 0                                                 |
| الحركة الوطنية للعمال الجزائريين  | 0                        | 0                                                 | 0                                                 |

### نتائج الانتخابات الولائية
| القائمة                             | عدد المقاعد المحصل عليها | عدد الولايات التي تحصلت فيها على الأغلبية المطلقة | عدد الولايات التي تحصلت فيها على الأغلبية النسبية |
| ----------------------------------- | ------------------------ | ------------------------------------------------- | ------------------------------------------------- |
| حزب جبهة التحرير الوطني             | 471                      | 0                                                 | 25                                                |
| القوائم المستقلة                    | 443                      | 0                                                 | 10                                                |
| التجمع الوطني الديمقراطي            | 366                      | 0                                                 | 13                                                |
| جبهة المستقبل                       | 304                      | 0                                                 | 12                                                |
| حركة مجتمع السلم                    | 239                      | 0                                                 | 5                                                 |
| حركة البناء الوطني                  | 230                      | 0                                                 | 3                                                 |
| صوت الشعب                           | 82                       | 0                                                 | 0                                                 |
| حزب الفجر الجديد                    | 45                       | 0                                                 | 1                                                 |
| جبهة القوى الاشتراكية               | 40                       | 0                                                 | 2                                                 |
| تجمع أمل الجزائر                    | 18                       | 0                                                 | 0                                                 |
| حزب الحرية والعدالة                 | 18                       | 0                                                 | 0                                                 |
| جبهة الجزائر الجديدة                | 12                       | 0                                                 | 1                                                 |
| جبهة العدالة والتنمية               | 11                       | 0                                                 | 0                                                 |
| جبهة الحكم الراشد                   | 9                        | 0                                                 | 0                                                 |
| حزب الكرامة                         | 9                        | 0                                                 | 0                                                 |
| عهد 54                              | 9                        | 0                                                 | 0                                                 |
| حزب الوحدة الوطنية والتنمية         | 6                        | 0                                                 | 0                                                 |
| حزب العمال                          | 6                        | 0                                                 | 0                                                 |
| جيل جديد                            | 6                        | 0                                                 | 0                                                 |
| الحزب الجزائري الأخضر للتنمية       | 5                        | 0                                                 | 0                                                 |
| حركة الوفاق الوطني                  | 5                        | 0                                                 | 0                                                 |
| الإتحاد للتجمع الوطني               | 4                        | 0                                                 | 0                                                 |
| التحالفات                           | 4                        | 0                                                 | 0                                                 |
| حركة الشباب الجزائري                | 3                        | 0                                                 | 0                                                 |
| حركة الوطنيين الأحرار               | 3                        | 0                                                 | 0                                                 |
| الوسيط السياسي                      | 2                        | 0                                                 | 0                                                 |
| حزب النور السياسي                   | 0                        | 0                                                 | 0                                                 |
| حزب التجديد الجزائري                | 0                        | 0                                                 | 0                                                 |
| حركة الإصلاح الوطني                 | 0                        | 0                                                 | 0                                                 |
| حركة الانفتاح                       | 0                        | 0                                                 | 0                                                 |
| اتحاد القوى الديمقراطية والاجتماعية | 0                        | 0                                                 | 0                                                 |
| التحالف الوطني الجمهوري             | 0                        | 0                                                 | 0                                                 |

## وصلات خارجية
- الندوة الصحفية ليوم 24 11 2021 على يوتيوب.